# Wallfahrtskirche Mariä Himmelfahrt (Halfing)

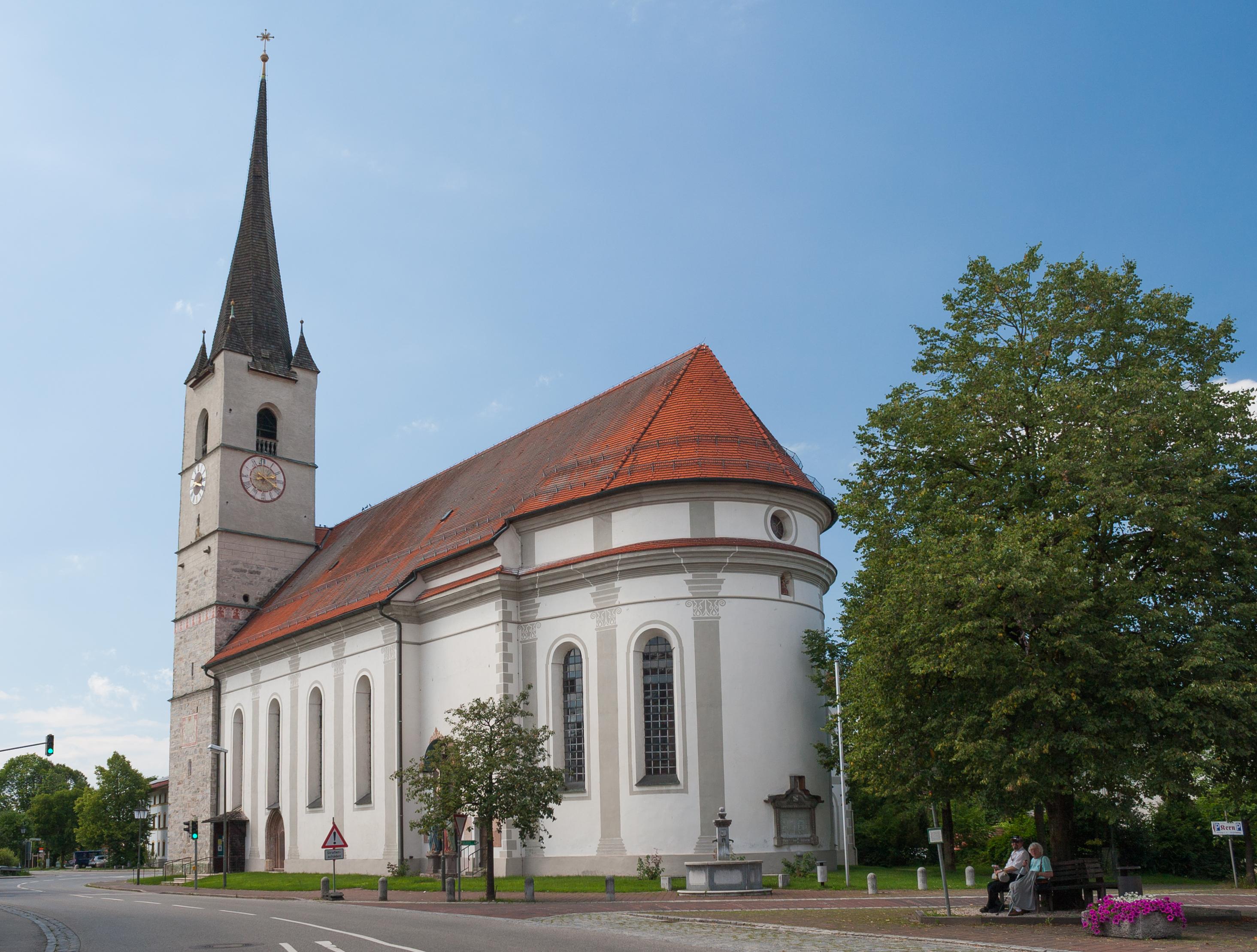
Die Kirche aus südöstlicher Richtung mit der 1974 wiederhergestellten Architekturbemalung mit Pilastern und Quaderungen

Die katholische Pfarr- und Wallfahrtskirche Mariä Himmelfahrt in Halfing wurde bereits 928 urkundlich erwähnt. Ihr Patrozinium war ursprünglich Mariä Geburt, erst in der jüngeren Neuzeit wurde dies Mariä Himmelfahrt. Beginnend vom Ende des 15. Jahrhunderts bis zur Säkularisation war es die bedeutendste marianische Wallfahrtskirche zwischen Inn und Chiemsee. Die Kirche wurde in ihrer Geschichte mehrfach neu erbaut, zuletzt in der Spätgotik zu Beginn des 15. Jahrhunderts und in den Jahren 1727 bis 1730 als erster großer Kirchenbau des Spätbarocks im westlichen Chiemgau durch den Grafinger Baumeister Thomas Mayr. Der ungewöhnlich große und wohlproportionierte Kirchenbau mit seiner reichhaltigen Ausstattung aus dem Spätbarock und Rokoko zählt zu den herausragenden Sehenswürdigkeiten der Region.
Die Kirche gehört zum 1991 eingerichteten Pfarrverband Halfing des Dekanats Rosenheim in der Seelsorgsregion Süd im Erzbistum München und Freising.

## Geschichte
In einer im Codex Odalberti niedergeschriebenen Urkunde vom 3. Januar 928 wird die Kirche im Rahmen eines Tausches erwähnt, bei dem Rafolt, der bisherige Lehensherr von Halfing, sein bisheriges Lehen als Eigentum erhält und im Gegenzug zwei Orte bei Landshut an das Erzbistum Salzburg abgibt. Daraus ergibt sich, dass die Kirche ursprünglich zum Besitztum des Salzburger Erzbistums gehörte, wenngleich Halfing nicht in den Notitia Arnonis verzeichnet ist, der um 788 entstandenen Liste der Schenkungen der bairischen Adligen an das Erzbistum Salzburg zu Zeiten des Erzbischofs Arno. Das legt nahe, dass erst im 9. Jahrhundert die Kirche entweder gegründet oder dem Erzbistum Salzburg gestiftet wurde.
Die Kirche in Halfing gehörte ursprünglich unmittelbar zum Erzbistum Salzburg. Mit der Aufteilung der Erzdiözese in Archidiakonate im 12. Jahrhundert wurde es dem Archidiakonat Baumburg unterstellt. Trotz der Nähe zum Chiemsee wurde die Kirche nicht dem 1215/16 neu gegründeten Suffraganbistum Chiemsee zugeordnet. Mit dem Bayerischen Konkordat von 1817 fiel die Kirche mitsamt den Pfarreien des ehemaligen Bistums Chiemsee an das neugegründete Erzbistum München und Freising.
Halfing war ursprünglich ein Dorfgericht und wurde als solches um 1400 von Stephan III. an Ortolf den Laiminger auf Forchtenegg verliehen. Hieraus ging die Hofmark Forchtenegg und Halfing hervor, und die Kirche wurde bis zur Säkularisation im Jahr 1803 zu einer typischen Hofmarkskirche, bei der die Hofmarksinhaber die Administration des zur Kirche gehörenden weltlichen Stiftungsbesitzes übernahmen. Der umfangreiche Besitz der Kirche, der durch Stiftungen der Laiminger und durch die nicht geringen Opfergaben begründet wurde, belief sich 1647 auf ein Vermögen von über 4208 Gulden, das ein Jahreseinkommen von über 74 Gulden bescherte. 1731 fiel die Hofmark und damit die Verwaltung des Vermögens an das Kloster Seeon bis zu seiner Aufhebung im Jahr 1803.
Bis 1889 war die Kirche in Halfing eine Filiale der Pfarrei Höslwang. Da sowohl die Halfinger Kirche als auch die ebenfalls zu Höslwang gehörende Rupertuskirche in Amerang deutlich älter als die Pfarrkirche St. Nikolaus in Höslwang sind, vermutet Peter von Bomhard, dass der Zusammenschluss erst im Hochmittelalter erfolgte. Durch Stiftungen der Familie von Laiming in den Jahren 1368, 1406, 1429 und 1452 wurde sichergestellt, dass für Halfing ein Kaplan zur Verfügung stand und regelmäßig Messen gelesen worden sind. Dieser hatte zunächst seinen Wohnsitz im Pfarrhof Höslwang, erhielt aber zu Beginn des 16. Jahrhunderts in Halfing ein eigenes Priesterhaus.
Als marianische Wallfahrtskirche lässt sich die Kirche durch ein Testament bereits 1488 nachweisen. Zeitnah zu dem um 1430 entstandenen Gnadenbild begannen die Wallfahrten wohl im 15. Jahrhundert und hatten zu Beginn des 16. Jahrhunderts einen ersten Höhepunkt, als in den Jahren 1509 und 1512 Mirakelbücher angelegt wurden. Nach einer Zeit des Niedergangs gelang es dem Höslwanger Pfarrer Matthias Kramer, die Wallfahrten wiederzubeleben, als er 1660 beim Karmeliterorden und dem Salzburger Erzbistum die Genehmigung für die Einrichtung einer Skapulierbruderschaft erhielt. Durch die Aufklärung und Säkularisierung kam dies weitgehend zum Erliegen, wenngleich bis nach dem Zweiten Weltkrieg noch Gläubige aus elf umliegenden Pfarreien zur Betnacht am Samstag in der Kreuzwoche kamen. Zahlreiche in der Kirche und in Gebäuden des Pfarrhofs hängende Votivbilder mit Darstellungen der „Maria am Moos“ aus dem 17. bis 19. Jahrhundert und mehrere erhaltene Prozessionslaternen sind bleibendes Zeugnis dieser jahrhundertelangen Tradition.

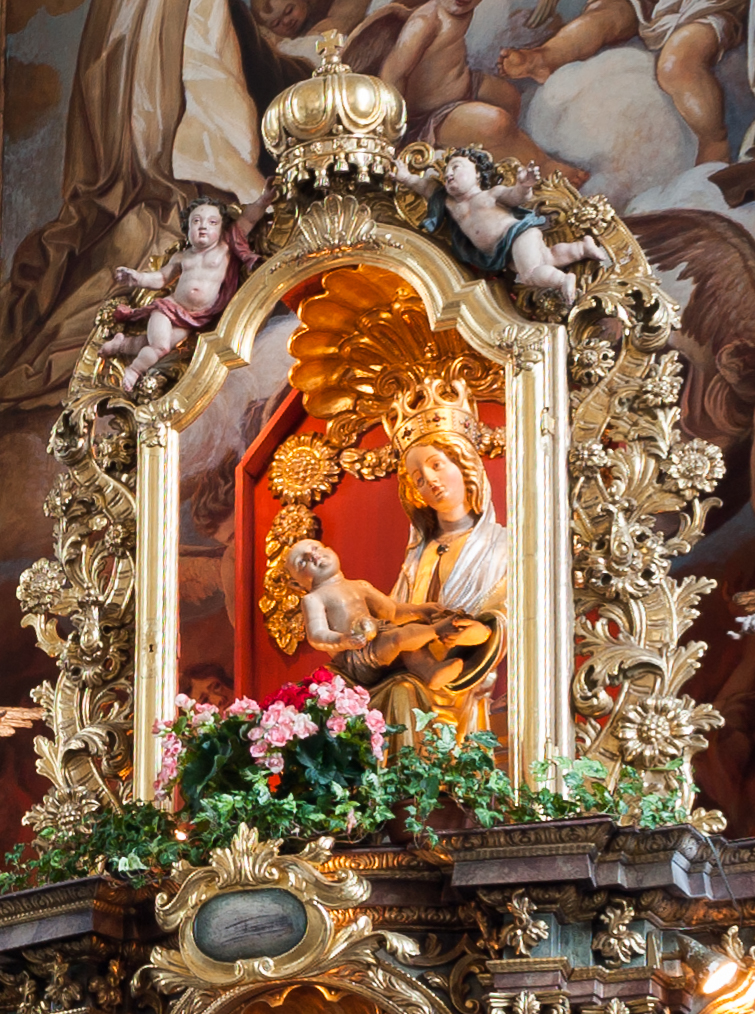
Im Stil des Seeoner Meisters um 1430 entstandenes Gnadenbild mit der gekrönten Maria und dem Jesuskind „Unserer Lieben Frau am Moos“ in einem um 1733 entstandenen Schrein mit 1894 vorgenommenen Veränderungen.
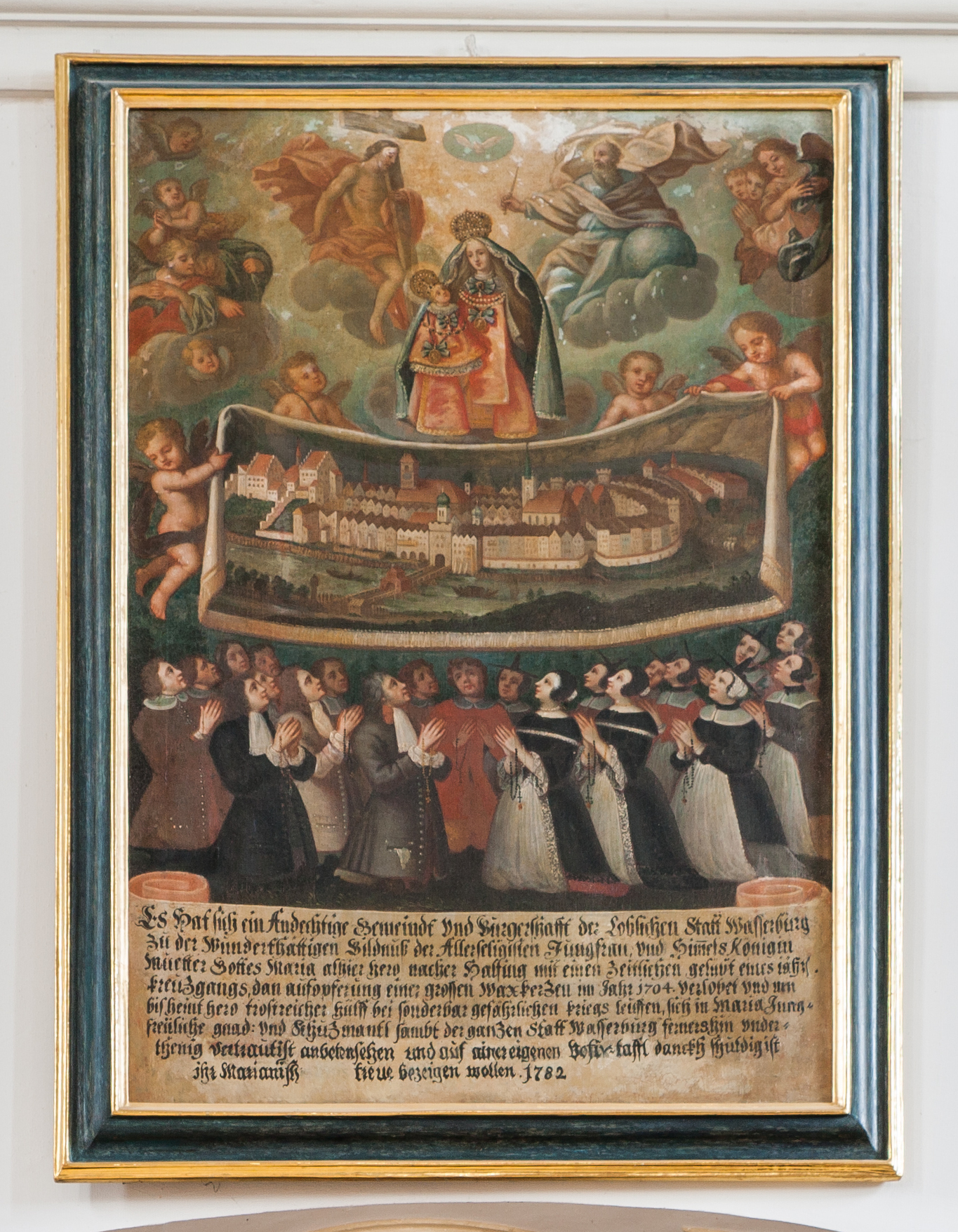
Votivbild der Gemeinde und Bürgerschaft Wasserburgs mit einer Darstellung der „Maria am Moos“ über einer Stadtansicht und der Bürgerschaft. Die Tafel dokumentiert das 1704 „bei sonderbar gefährlichen Kriegsleuten“ gegebene Gelöbnis, jährlich einen Kreuzgang nach Halfing zu unternehmen und eine große Wachskerze zu stiften.

## Baugeschichte
Ein an der Westwand freigelegtes romanisches Steinportal ist Zeugnis der frühesten erhaltenen Bauperiode. In der Periode der Spätgotik wurde die Kirche vollkommen neu erbaut unter Einbeziehung früherer Bauelemente wie etwa der Westwand. Möglich wurde der Neubau durch die Förderung der Familie von Laiming, die seit 1400 Hofmarksherren von Forchtenegg und Halfing waren. Um 1415 war der Bau bereits im Gange, am 4. August 1432 wurde die neuerrichtete Kirche durch Johann Ebser, Bischof von Chiemsee, in seiner Eigenschaft als Weihbischof von Salzburg konsekriert zu Ehren der seligsten Jungfrau Maria. Bei dieser Gelegenheit wurden auch die Seitenaltäre geweiht, die dem heiligen Georg und dem heiligen Kreuz gewidmet waren.

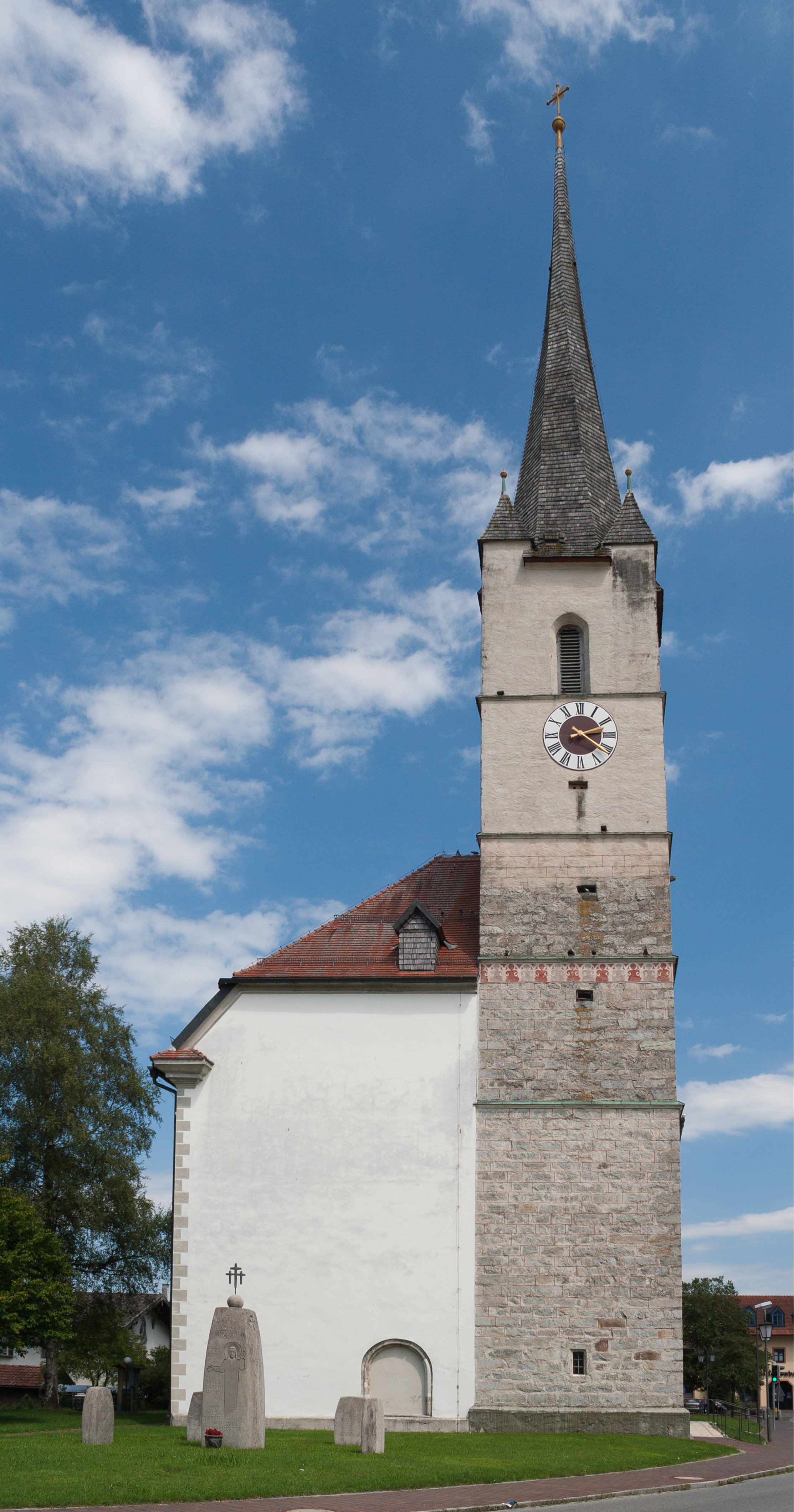
Westseite der Kirche mit dem spätgotischen Südwestturm aus der zweiten Hälfte des 15. Jahrhunderts und einem neuzeitlichen, leicht gedrehten Spitzhelm. Die schlichte Westwand mit dem freigelegten Portal wird der romanischen Bauperiode zugeordnet.

Kurz bevor die Kirche in den Jahren 1727 bis 1730 erneut gebaut wurde, wurden durch den Baumeister Thomas Mayr 1725 Pläne der bestehenden spätgotischen Kirche angefertigt. Die Pläne zeigen ein fünfjochiges Langhaus mit Seitenschiffen und dem Turm an der Südwestecke, wodurch das südliche Seitenschiff verkürzt wird. Der Chor schloss sich dreischiffig an das Langhaus mit zwei weiteren Jochen an und wurde mit einer dreiseitigen Apsis abgeschlossen. Der Plan zeigt drei Seitenaltäre, den 1432 eingeweihten Georgsaltar im nördlichen Seitenschiff auf der Höhe des Chorbogens, den Kreuzaltar im Langhaus an der Epistelseite des Chorbogens und den den vierzehn Nothelfern geweihten Altar im südlichen Seitenschiff ein Joch weiter östlich und damit bereits auf der Höhe des Chors. Da es zwischen dem 1432 eingeweihten spätgotischen Neubau und dem Stand von 1725 Umbauten gab, lässt sich daraus nicht der ursprüngliche Bauplan rekonstruieren. Insbesondere bleibt unklar, ob die Kirche sogleich als Basilika ausgelegt worden ist oder die Seitenschiffe erst später hinzukamen. Der Südwestturm entstand erst in der zweiten Hälfte des 15. Jahrhunderts, und wurde später Anfang des 16. Jahrhunderts erhöht nach dem Vorbild des 1501/02 entstandenen Turms der Frauenkirche in Wasserburg. Weitere Umbauten erfolgten zwischen 1665 und 1684, die jedoch sehr unzureichend dokumentiert sind. Die wenigen Hinweise deuten nur auf eine Barockisierung der Innenausstattung und den Einbau hölzerner Emporen hin.
Der Anlass für den Neubau war ein Sturm im Sommer 1725, bei dem nicht nur der größte Teil des Dachs des Langhauses zerstört worden ist, sondern auch die darunter liegenden gotischen Deckengewölbe:

„[Das] wunderthätige Filial Gottshauß Halfing [ist] dergestalten ruiniert worden, daß es nit allein ein großen theill des Tachs Vf dem Langhauß abweckhgerissen vnd sehr weith Von der Kürch getragen, das sich iedermäniglich nit gnuegsam Verwundern khönen, sondern auch das Kürchgewölb Völlig Von hindten biß Vorhin, vnd auch auf denen Seithen Zerkhlufftet, daß schon etliche Ziegel Stain herabgefallen Vnd ein tisch grosses Loch in der Mitte der Kürchen Verursachet, auch noch immerhin reuset vnd ainige Stain schier täglich herabfallen, Vnd also, mit einen wordt zu sagen, dergestalten ruinos sich bezeiget, daß es in Khürze Völlig gar einfallen würd.“

Der Höslwanger Pfarrer Johann Bartholome Haagn plante umgehend einen Neubau, benötigte hierzu aber die Kooperation des Hofmarksherren, Franz Amand Cajetan von Fossa auf Forchtenegg, da dieser das Vermögen und die laufenden Einnahmen verwaltete. Dies gelang jedoch nicht, da von Fossa wie schon zuvor als Pfleger von Auerburg sich als völlig unverständig und unredlich erwies. Haagn wandte sich in seiner Not an einen kurfürstlichen geistlichen Rat, der eine Kommission beauftragte, den Schaden zu begutachten und Kostenvoranschläge zu unterbreiten. Der Leiter der Kommission, Freiherr von Pienzenau, kam zusammen mit dem Baumeister Thomas Mayr von Grafing und dem Zimmermeister Matthias Kronast im November 1725 nach Halfing. Hier entstand der Plan, das dreischiffige Langhaus durch einen einschiffigen Saalbau zu ersetzen, wobei die Außenmauern wiederverwendet werden können. Die Umsetzung verzögerte sich, da sich von Fossa weiterhin weigerte, die notwendigen Mittel bereitzustellen. Es kam daher ein Jahr später zu einem weiteren Besuch vor Ort, der einige kostensenkende Planänderungen ermöglichte, zu denen insbesondere der Verzicht auf ein Ziegelgewölbe gehörte. Hier fiel auch der Entschluss, den Chor neu zu errichten, damit dieser besser zum Langhaus passe. Diese Pläne wurden genehmigt, und von Fossa wurde unter Strafandrohung gezwungen, 2000 Gulden aus dem zur Kirche gehörenden Vermögen beizusteuern. Die Bauarbeiten begannen im Mai 1727, und bereits im gleichen Jahr wurde der neue Dachstuhl aufgesetzt. 1730 wurden die Arbeiten abgeschlossen. Eine erneute Konsekration entfiel, da die alten Altäre nur verschoben wurden.
Nachdem die Hofmarkschaft 1731 an das Kloster Seeon gefallen war, wurde Abt Rufin Mayr aktiv und kaufte den durch den Traunsteiner Tischler Johann Wolfgang Dersch 1715 für die Traunsteiner Pfarrkirche St. Oswald geschaffenen Hochaltar für Halfing, der dort 1732 oder 1733 installiert wurde. Dies wurde möglich, da die Traunsteiner den hölzernen Altaraufbau durch Marmor ersetzen wollten. Zwar bestand auch sogleich der Wunsch, die Seitenaltäre zu erneuern, dies verschob sich jedoch zusammen mit der Beschaffung der Kanzel aus finanziellen Gründen in die 1770er-Jahre.
1788 wurden für die Kreuzstationen Gemälde aus München beschafft, die 1883 ersetzt wurden mit Werken des Teisendorfer Malers Joseph Hitzinger. Die Orgel wurde 1796 durch den Orgelmacher Ambros Konzoni hergestellt; den Prospekt schuf der Halfinger Hofmarkstischler Franz Furtner. Das Orgelwerk wurde 1863 durch Joseph Wagner aus Glonn erneuert. Ein Marmorpflaster wurde 1797 durch den Höslwanger Meister Jakob Martl verlegt, das aber 1869 durch Kelheimer Platten ersetzt wurde, als ein neues Kirchgestühl installiert wurde. Joseph Hitzinger versah 1882 das Deckengewölbe mit Fresken im nazarenischen Stil und malte die Kirche in dunklen Steintönen im Stil der Neorenaissance aus. 1887 ersetzte er die barocken Altarblätter des Hoch- und Kreuzaltars. 1947/48 wurde dies durch den Pfarrer und Dekan Meinrad Klein revidiert. Die ursprüngliche Raumtönung des 18. Jahrhunderts wurde restauriert, das Deckengemälde erneuert und die nazarenischen Altarblätter entfernt, wobei der Kreuzaltar wieder das ursprüngliche Gemälde erhielt, während der Halfinger Maler Martin Anzinger das Altarblatt des Hochaltars neu schuf.

## Architektur und Ausstattung
Die zwischen 1727 und 1730 im Stil des Spätbarock errichtete Kirche mit der Westmauer aus romanischer Zeit, den Seitenmauern und dem Turm aus dem 15. Jahrhundert besteht aus einem großen dreigeteilten Saal mit einer lichten Länge von 39 m, bestehend aus dem Langhaus, einem Vorchor und dem Altarraum. Auf der Westseite wird das Langhaus einjochig durch den Südwestturm und zwei Galerien abgeschlossen, der offene Teil des Langhauses erstreckt sich über vier Joche. Der sich daran nach Osten anschließende einjochige Vorchor ist im Vergleich zum Langhaus etwas schmaler und fensterlos. Der Altarraum ist ein weiteres Mal verengt und in Form einer Apsis ausgeführt mit zwei Fenstern auf jeder Seite. Die Gliederung wird innen durch Pilaster und Chorbögen und außen durch die 1974 wiederhergestellte Architekturbemalung hervorgehoben. An der Nordseite des Vorchors ist die zweigeschossige Sakristei angebaut.

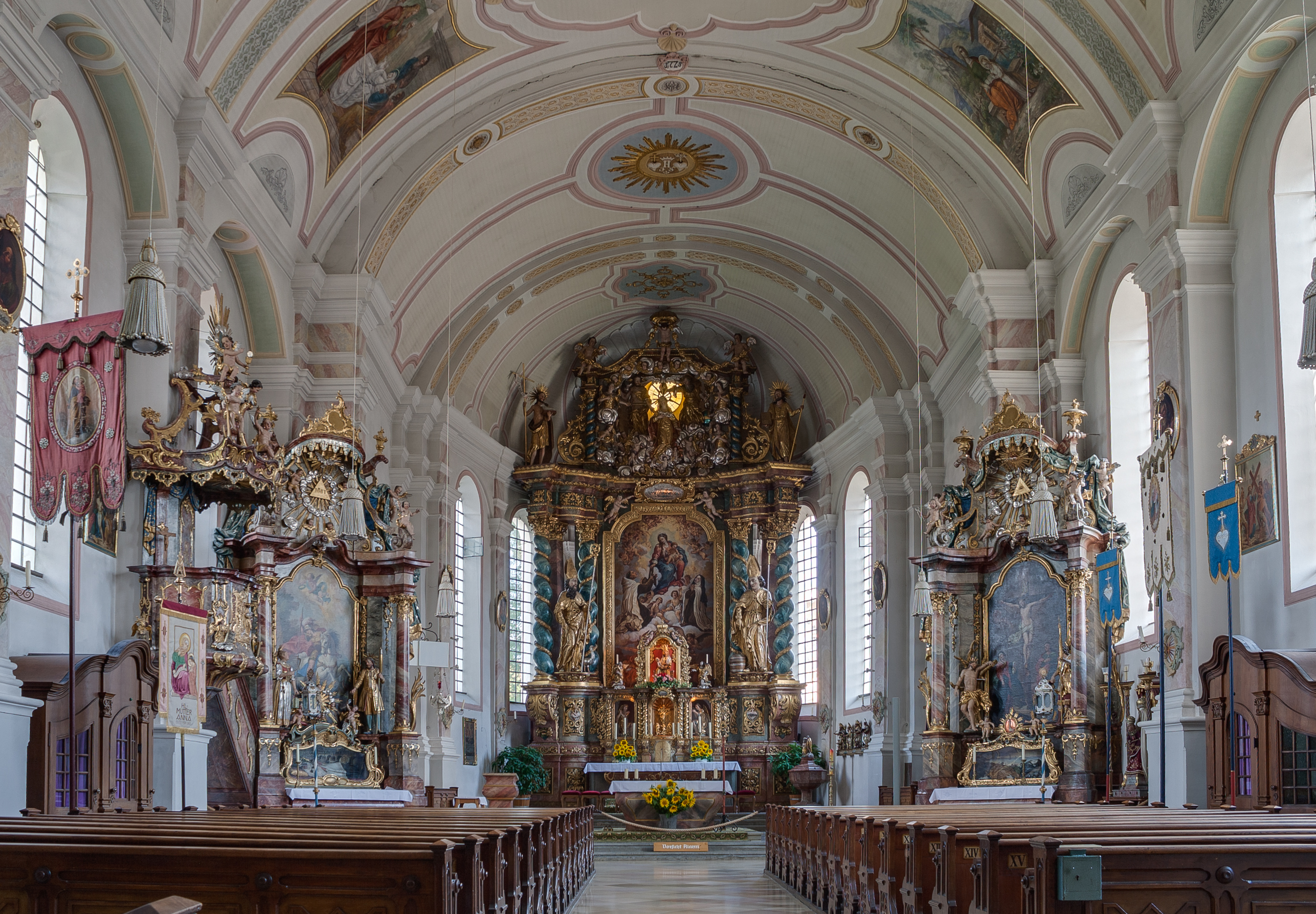
Blick aus dem Langschiff in den Vorchor und Altarraum – links sind die Kanzel und der Georgsaltar, rechts der Kreuzaltar
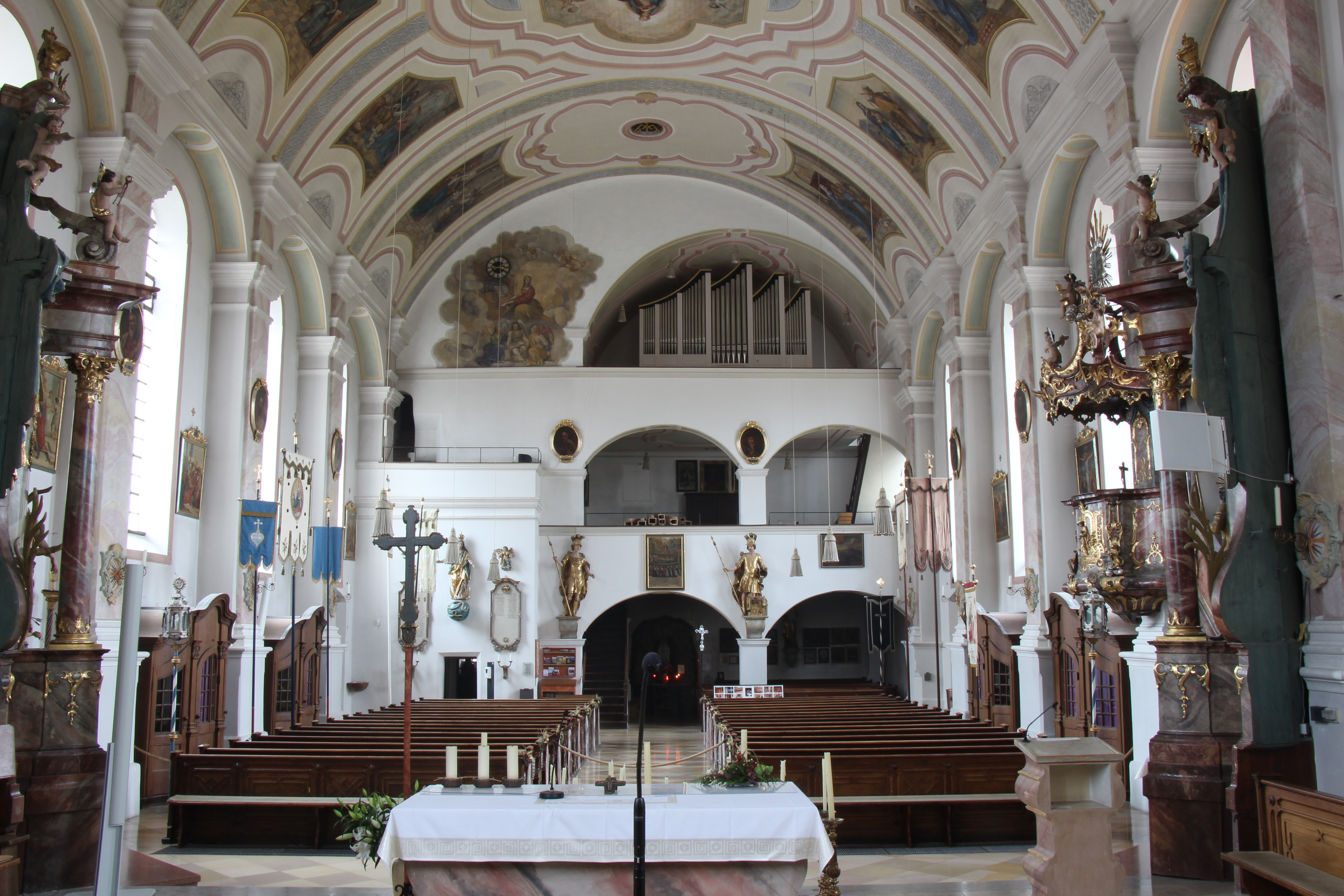
Westliche Rückwand des Langschiffs mit den Galerien und der Linder-Orgel (2023)

### Hochaltar
Der auf einem gotischen Steinstipes und einer Platte aus rotem Marmor ruhende Hochaltar passt sich in die Apsis raumfüllend ein und wird von den vier Fenstern gut ausgeleuchtet. Die in Holz ausgeführte Tumba mit Rocailledekor entstand um 1775. Der Aufbau mitsamt dem Schnitzdekor im Stil des ostbairischen Spätbarocks wurde 1715/16 durch den Traunsteiner Tischlermeister Johann Wolfgang Dersch geschaffen. Sowohl der seitlich vorgekröpfte Unterbau als auch die Predella sind recht hoch und geben dem dreiteiligen Tabernakel genügend Raum, bei dem alle Teile beidseitig in gewundene Säulen und Akanthusdekor eingefasst sind. In der Mitte zeigt das Tabernakel eine um 1775 entstandene vergoldete Rokoko-Kreuzigungsgruppe mit 1715 durch den Traunsteiner Bildhauer Georg Andreas Dietrich geschaffenen knienden Engeln links und rechts in den beiden Seitenteilen. Weiter außen auf den Seiten des Tabernakels zeigt das Schnitzdekor links das durchbohrte Herz des Gekreuzigten und rechts das Herz mit Dornenkrone. Über dem mittleren Teil des Tabernakels steht ein 1733 entstandener Schrein mit dem um 1430 entstandenen Gnadenbild, einer gekrönten Maria mit dem Jesuskind, in der rechten Hand einen Apfel haltend. Peter von Bomhard schätzt dies ein als die Arbeit eines Salzburger Meisters im Stil der Seeoner Madonna im Bayerischen Nationalmuseum und des Gnadenbilds der Frauenkirche in Wasserburg. 1894 wurde das Gnadenbild restauriert, wobei die Stoffkleidung entfernt und die Krone erneuert wurde.
Das Retabel zeigt die Karmeliter Simon Stock und Teresa von Ávila mit der Übergabe des Skapuliers aus den Händen der Gottesmutter. Das Ölgemälde wurde 1947 durch den Halfinger Maler Martin Anzinger in barocker Art angefertigt. Darüber befindet sich ein Schild mit der Inschrift Privilegium Archi Fraternitatis S. Scapularis, das auf die 1660 genehmigte örtliche Skapulierbruderschaft Bezug nimmt. Beidseitig des Retabels sind je zwei gewundene Säulen mit sehr großen von Georg Andreas Dietrich 1715 angefertigten Statuen der Heiligen Martin von Tours und Rupert von Salzburg, beide jeweils mit Mitra und Krummstab, beides Nebenpatrone der Traunsteiner Stadtpfarrkirche. Der ebenfalls von Dietrich skulptierte Auszug zeigt die Krönung Mariens durch die Heilige Dreifaltigkeit mit den vier Erzengeln, zahlreichen Putten und Statuen des Johannes des Täufers links und des Apostels Thomas rechts, die beide ebenfalls zu den Traunsteiner Nebenpatronen gehören.

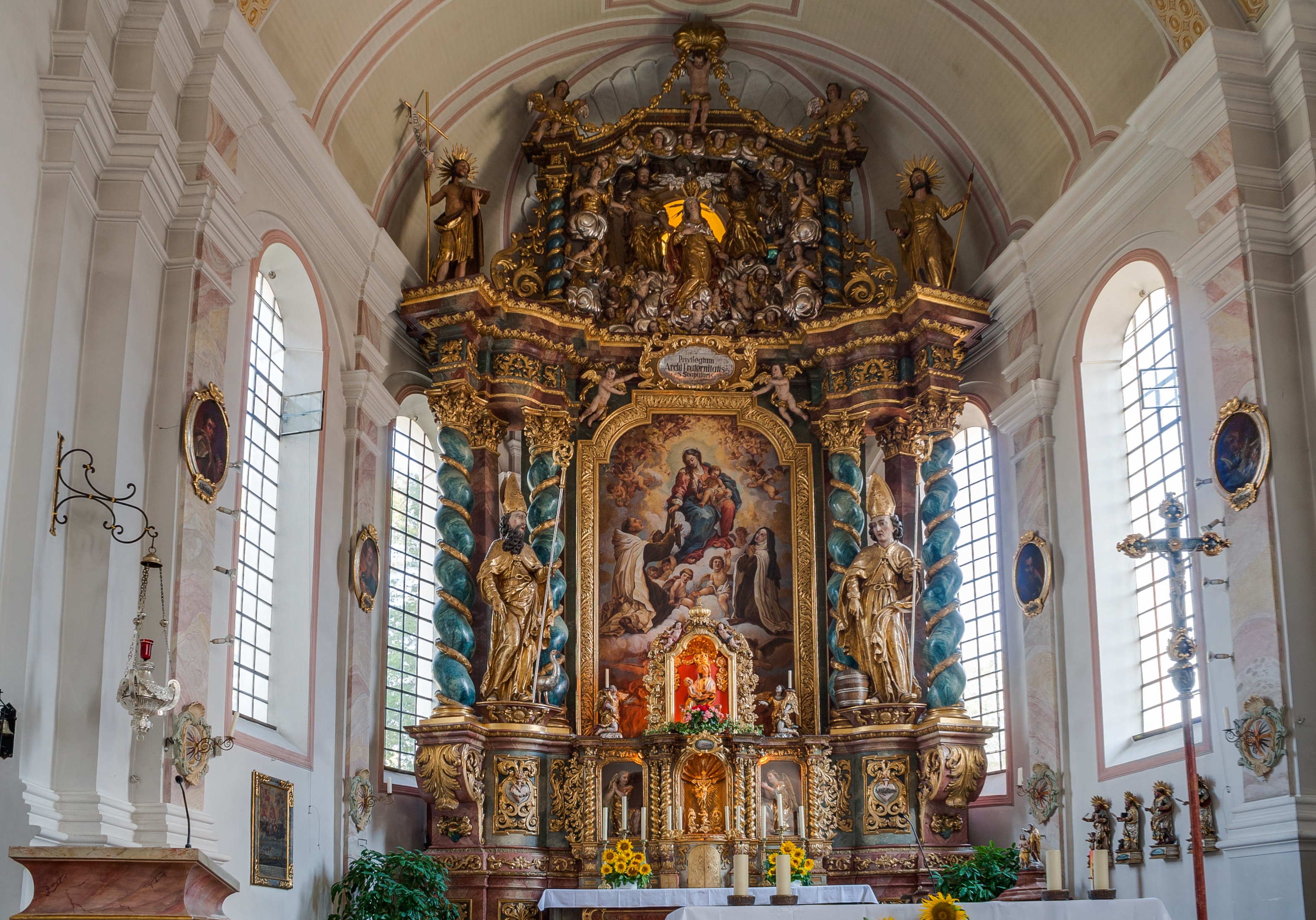
Hochaltar mit Tabernakel, Gnadenbild und dem Altarblatt mit der Vision des Simon Stock
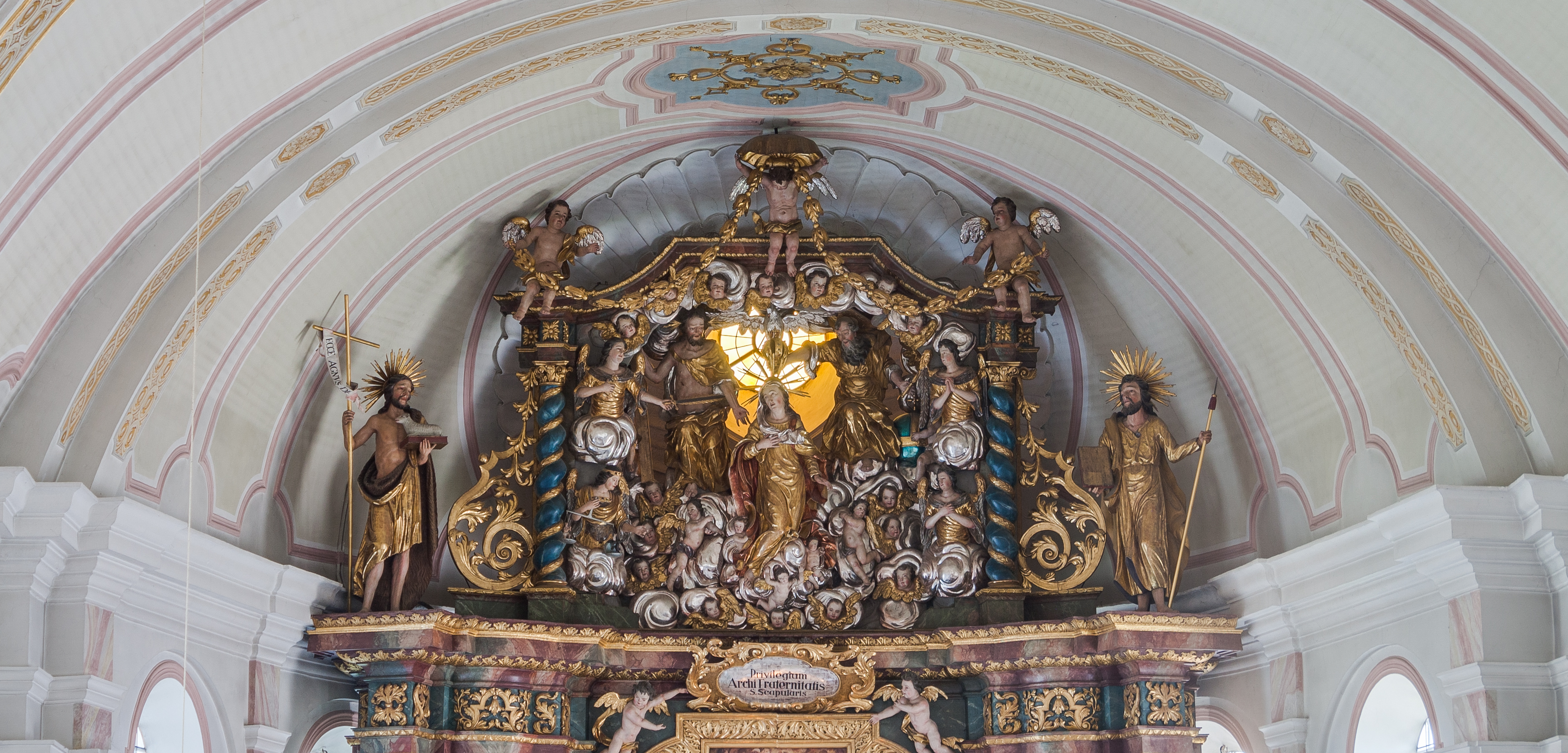
Auszug des Hochaltars mit der Krönung Mariens durch die Heilige Dreifaltigkeit

### Seitenaltäre
Die im Stil des Rokoko ausgeführten Seitenaltäre beidseitig des Chorbogens lassen sich auf 1773 datieren. Ihr Schöpfer ist nicht überliefert, aber Peter von Bomhard und Sixtus Lampl vermuten übereinstimmend, dass sie das Werk von Felix Pis, Kistler in Frauenchiemsee, sein könnten. Beide Altarblätter sind aus der gleichen Periode. Der Georgsaltar zeigt den heiligen Georg als auf dem Schimmel reitenden Drachentöter. Ein Ölgemälde mit Christus am Kreuz mit Maria und Johannes vor einem verdunkelten Himmel prägt den Kreuzaltar. Das Gemälde ist mit „A. P.“ signiert, der sich bislang nicht identifizieren ließ.
Beide Seitenaltäre sind jeweils mit einem Glasschrein ausgestattet, deren Schnitzdekor Joseph Aichhorn aus Wasserburg zugeordnet wird. Der Georgsaltar zeigt Johannes Nepomuk vor einem Gemälde mit einer Darstellung Prags mit der Karlsbrücke, während beim Kreuzaltar der aufgebahrte Franz Xaver vor dem südchinesischen Meer zu sehen ist, wo er auf Shangchuan Dao verstarb. Oberhalb der Schreine sind jeweils Putten angeordnet mit den Reliquien der Heiligen. Peter von Bomhard sieht hier Einflüsse durch Ignaz Günther und schätzt diese daher künstlerisch als hochwertiger ein als die darüber befindlichen Altarfiguren.
Bei den jeweils beidseitigen Statuen hält Peter von Bomhard es für wahrscheinlich, dass sie aus der Werkstatt des Traunsteiner Bildhauers Johann Dietrich stammen. Beim Georgsaltar sind es links Notburga von Rattenberg mit Sichel und Notburgenkanne und rechts Isidor von Madrid mit Rosenkranz und Hacke. Beim Kreuzaltar wird das Altarblatt von den Heiligen Sebastian und Florian flankiert.
Der Auszug des Georgsaltars zeigt ein symbolisches Dreieck mit dem JHWH-Monogramm in Glorie umgeben von Putten, Engeln und einer Taube als Symbol des Heiligen Geistes. Ähnlich ist es beim Kreuzaltar, aber mit dem Auge Gottes und mit den Herzen Jesu und Mariä darüber. Die Putten auf den Voluten präsentieren die Passionswerkzeuge.

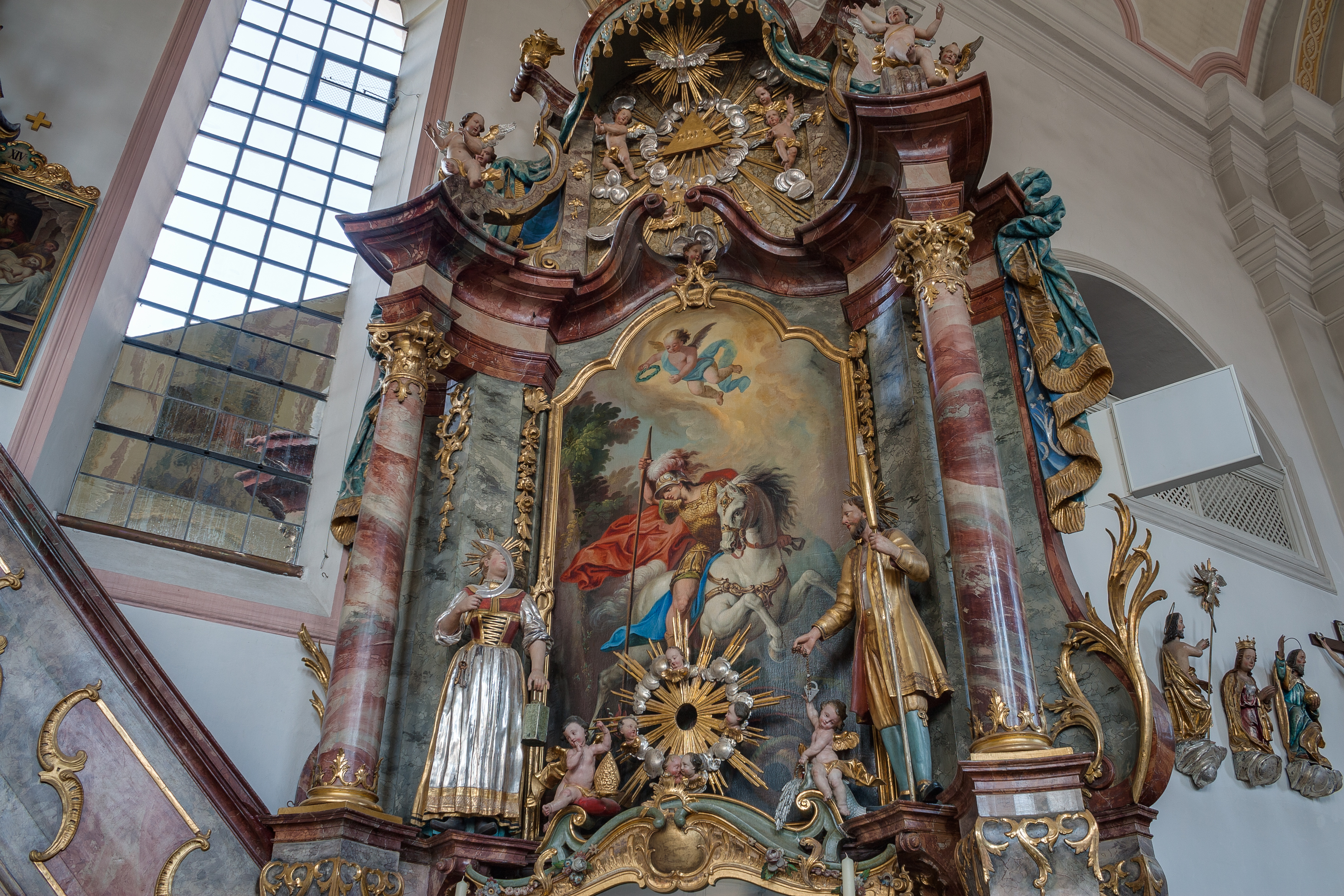
Evangelienseite mit dem Georgsaltar
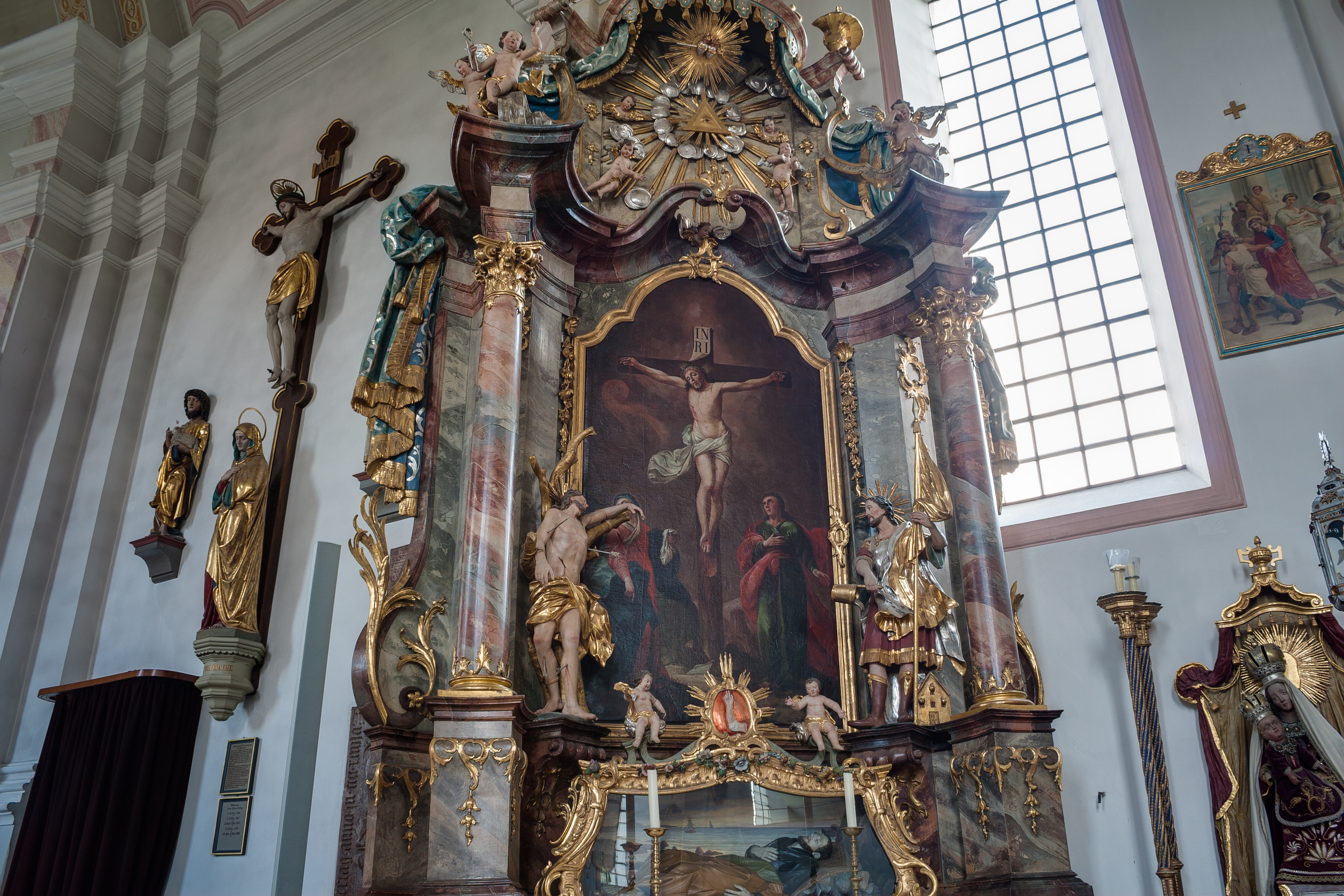
Epistelseite mit dem Kreuzaltar

### Kanzel
Die sehr reich im Stil des Rokoko ausgeführte Kanzel gilt als eine der formvollendetsten des gesamten Chiemgaus. Sie entstand ebenfalls um 1773 und wird dem gleichen Meister wie die Seitenaltäre zugeordnet. Der Korpus zeigt ein Relief mit Jesus als Gutem Hirten und an den Voluten der Ecken die vier Evangelistensymbole. Der Schalldeckel zeigt eine Gruppe mit drei Putten, Fides, Spes und Caritas repräsentierend, die von den Gesetzestafeln in Glorie nach oben abgeschlossen werden.

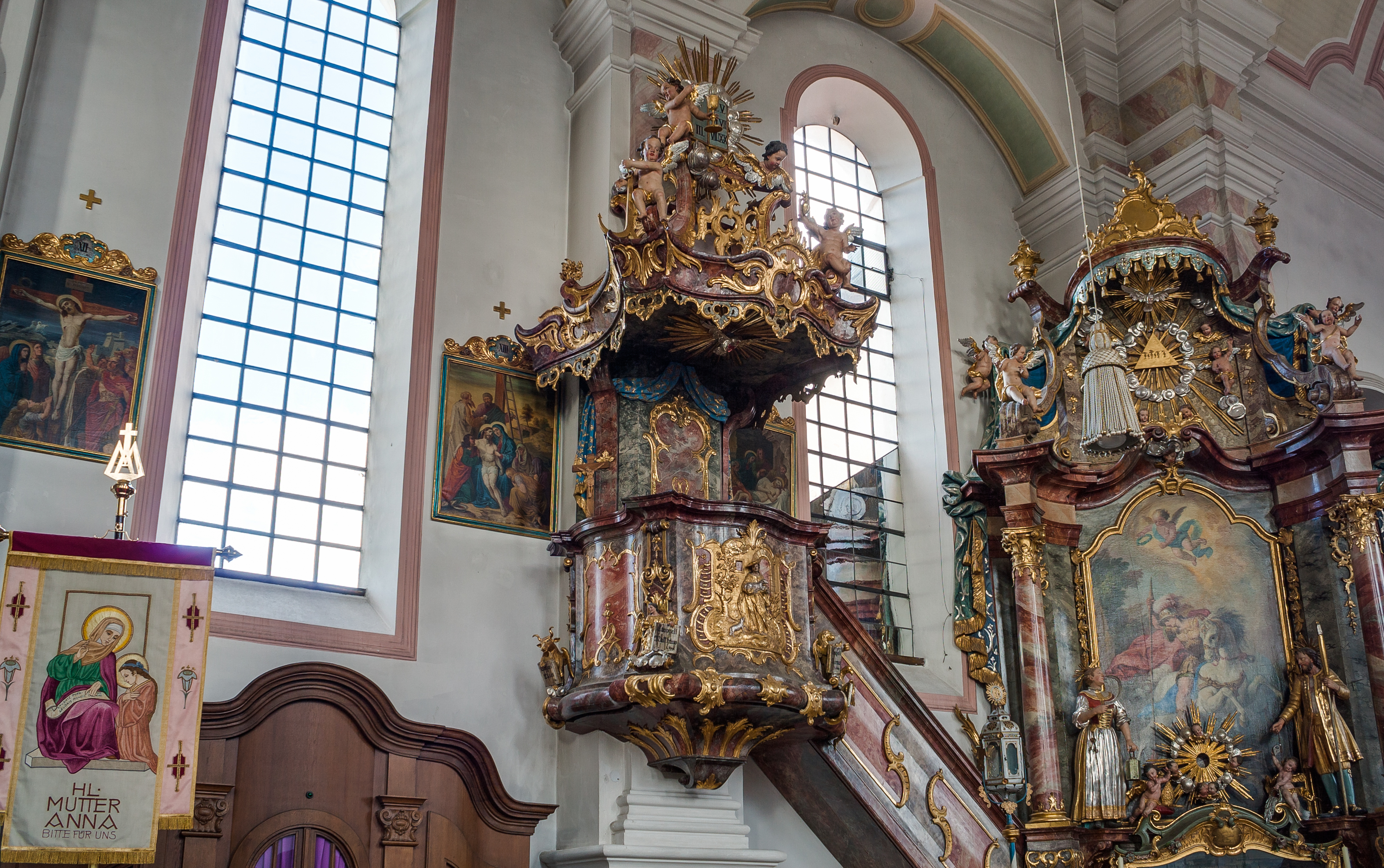
Rokoko-Kanzel an der Nordseite des Langschiffs
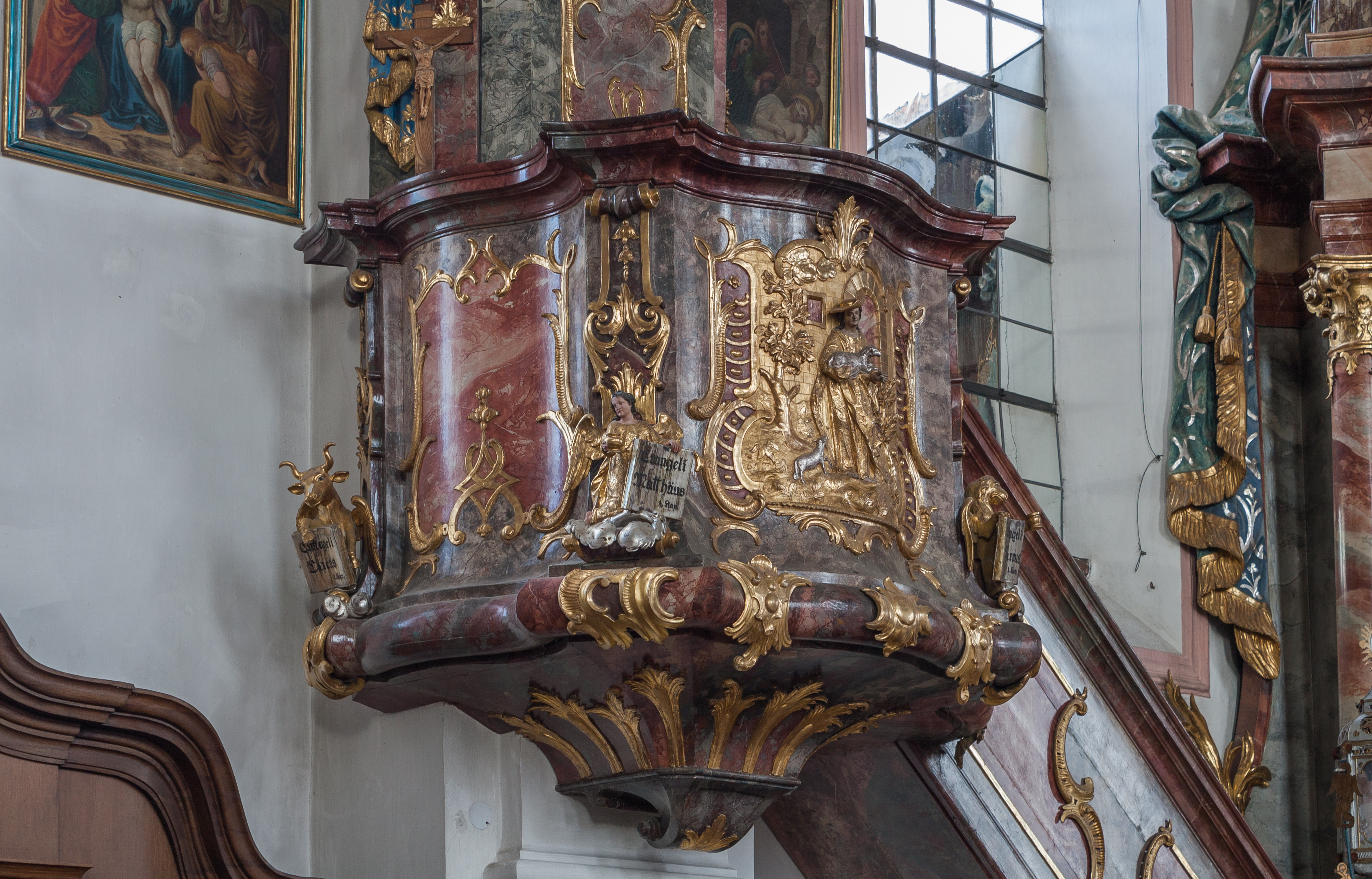
Korpus der Kanzel mit dem Relief des Guten Hirten
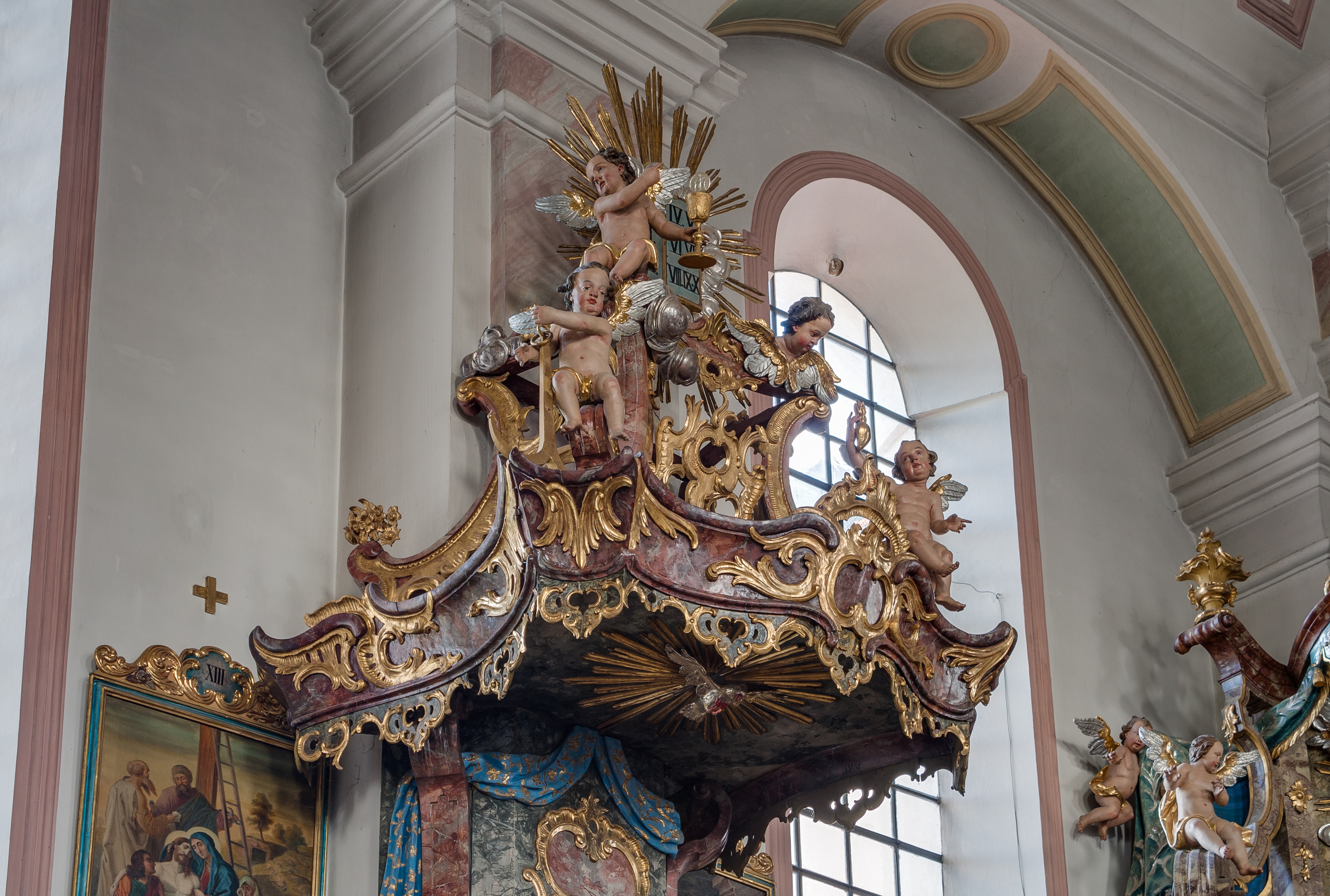
Schalldeckel der Kanzel mit den drei Grundtugenden des Christentums

### Orgel

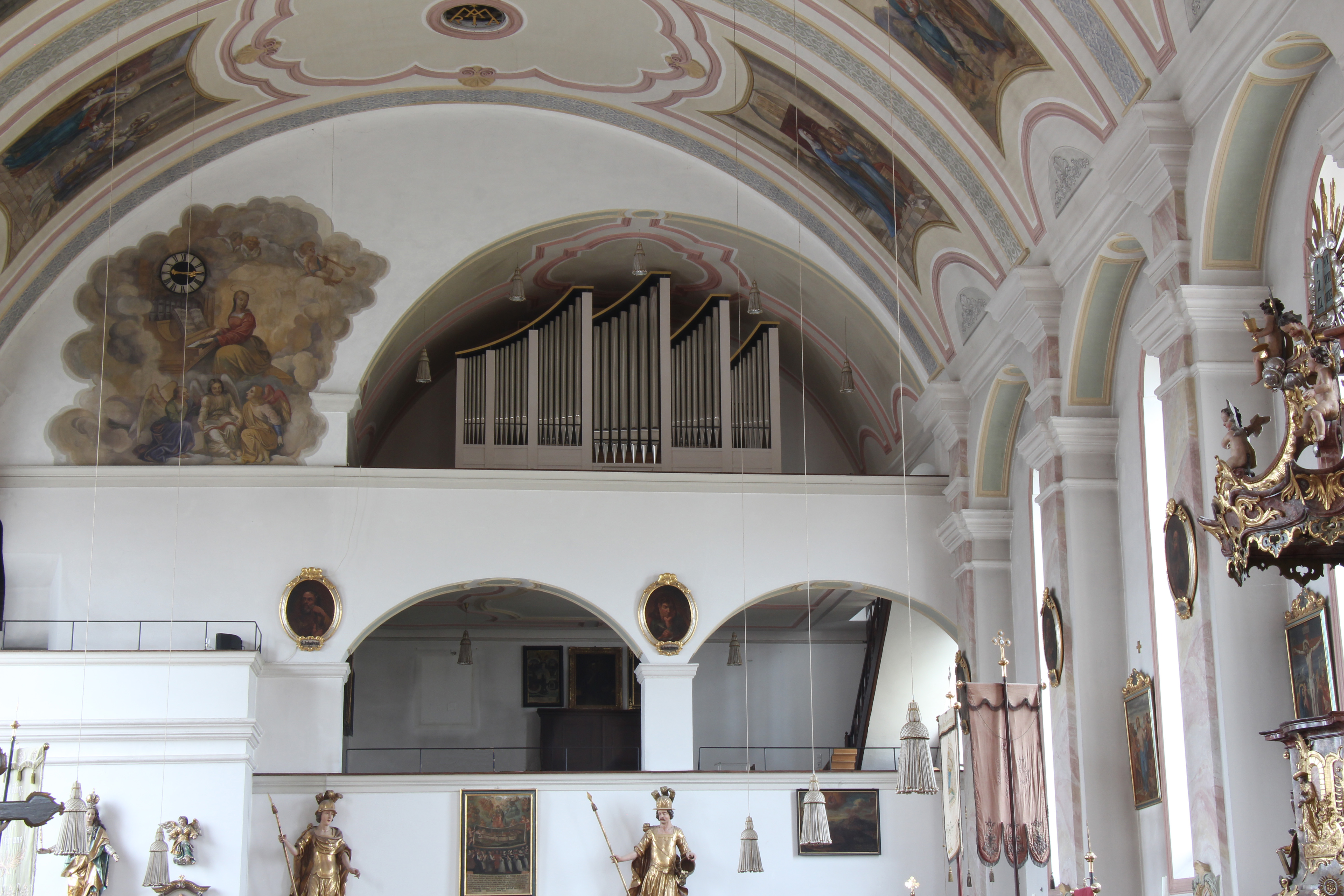
Die Linder-Orgel

Auf der zweiten Empore an der Westseite des Langschiffs wurde 1955, nach einem Entwurf des Mühldorfer Architekten Paul Dörr, von Ludwig Wastlhuber eine Orgel aufgestellt. Ein zu Anfang der 1990er-Jahre erstelltes Gutachten riet allerdings zum Bau eines neuen Instruments. Im Jahr 2023 konnte schließlich eine neue Orgel mit 24 Registern (und zwei Extensionen) durch die Firma Alois Linder aus Nußdorf angschafft werden, Linder übernahm dabei einige Register aus dem Wastlhuber-Instrument. Die Disposition lautet:
| I Hauptwerk C–g3 |        |                  |
| Bordun           | 16′    | (teilweise 1955) |
| Principal        | 8′     |                  |
| Hohlflöte        | 8′     | (1955)           |
| Gemshorn         | 8′     | (1955)           |
| Octave           | 4′     |                  |
| Traversflöte     | 4′     |                  |
| Quinte           | 2 ⁄3′  |                  |
| Superoctave      | 2′     |                  |
| Terz             | 1 3⁄5′ |                  |
| Quinte           | 1 ⁄3′  |                  |
| Mixtur IV        | 1 ⁄3′  |                  |
| Trompete         | 8′     |                  |
| Tremulant        |        |                  |

| II Schwellwerk C–g3 |    |                  |
| Geigenprincipal     | 8′ | (1955)           |
| Gedackt             | 8′ | (1955)           |
| Gamba               | 8′ | (teilweise 1955) |
| Voix céleste        | 8′ | (1955)           |
| Fugara              | 4′ |                  |
| Rohrflöte           | 4′ | (1955)           |
| Doublette           | 2′ |                  |
| Oboe                | 8′ | (1955)           |

| Pedal C–f1 |     |                        |
| Contrabaß  | 16′ |                        |
| Subbaß     | 16′ | (1955)                 |
| Octavbaß   | 8′  |                        |
| Gedecktbaß | 8′  | (Ext. aus Subbaß 16′)  |
| Choralbaß  | 4′  | (Ext. aus Octavbaß 8′) |
| Posaune    | 16′ |                        |

- Koppeln: I/P, II/P, II/I, II/I Sub

### Weiteres
An der Rückwand des Langschiffs sind mehrere Statuen. An der Ostwand des Turms ist eine Statue der Maria als Himmelskönigin bzw. Immaculata, auf der Mondsichel und einer Weltkugel mit Schlange stehend. Peter von Bomhard schätzt dies als eine Arbeit eines Münchener Bildhauers ein aus dem frühen 17. Jahrhundert, die wohl ursprünglich Maria im Rosenkranz darstellte und möglicherweise als Mittelfigur des 1618 errichteten Hochaltars diente. Die an der Empore befestigten Statuen der Heiligen Sebastian und Florian sind beide 1715 von Georg Andreas Dietrich ursprünglich für den Hochaltar geschaffen worden, wo sie neben Johannes dem Täufer und dem Apostel Thomas platziert waren.

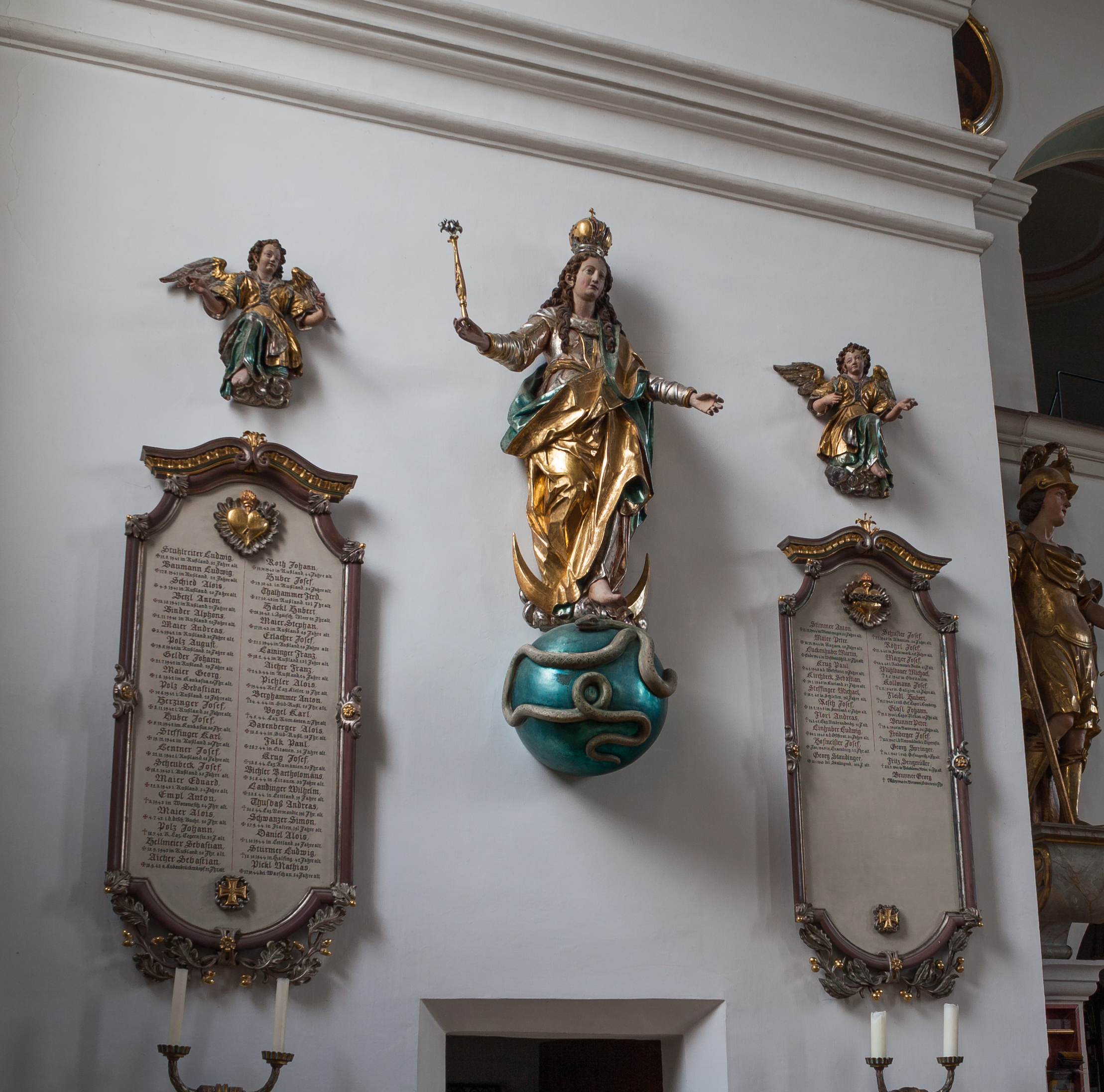
Statue der Maria als Himmelskönigin an der Ostwand des Turms
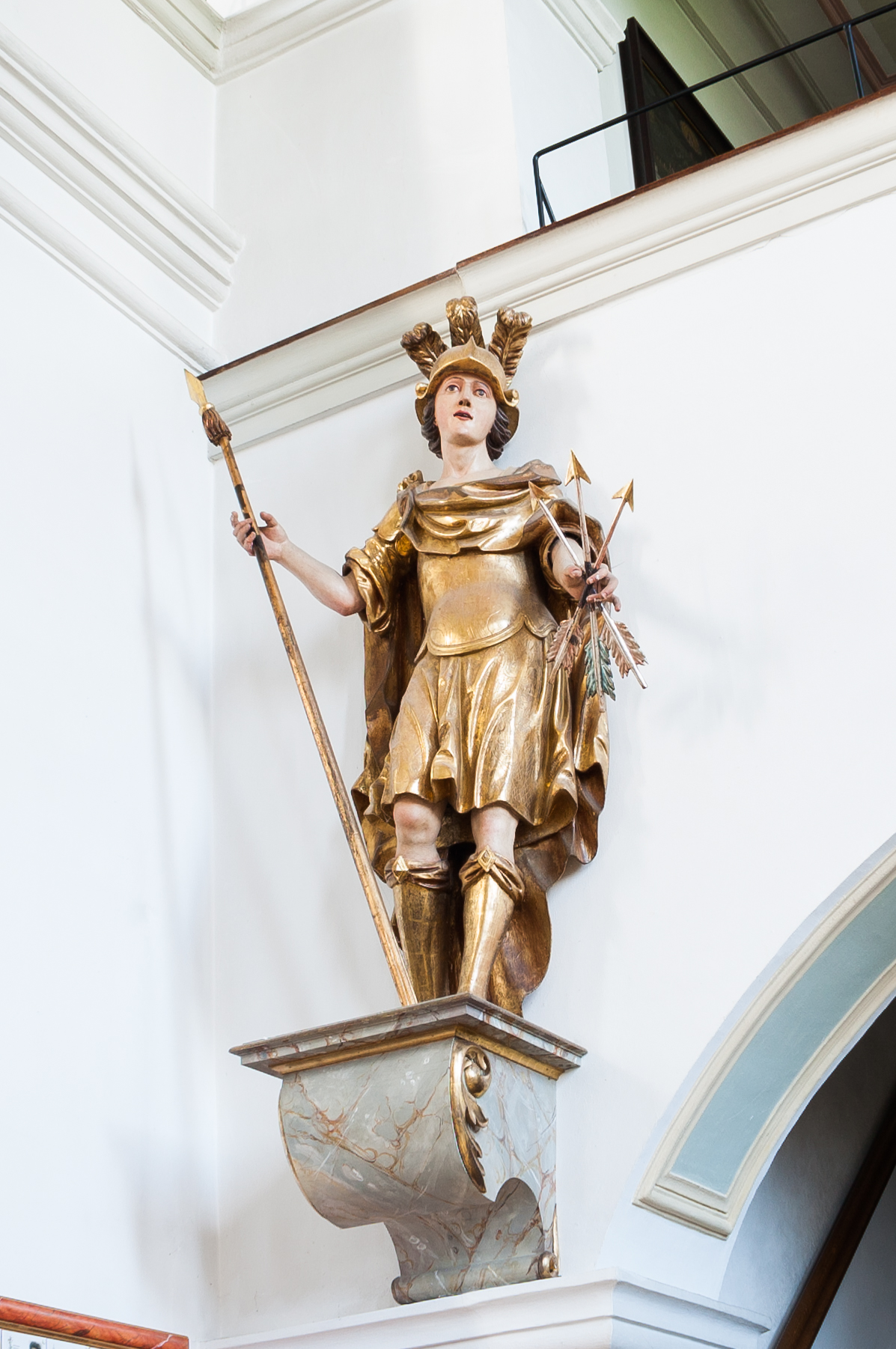
Statue des heiligen Sebastian von Georg Andreas Dietrich
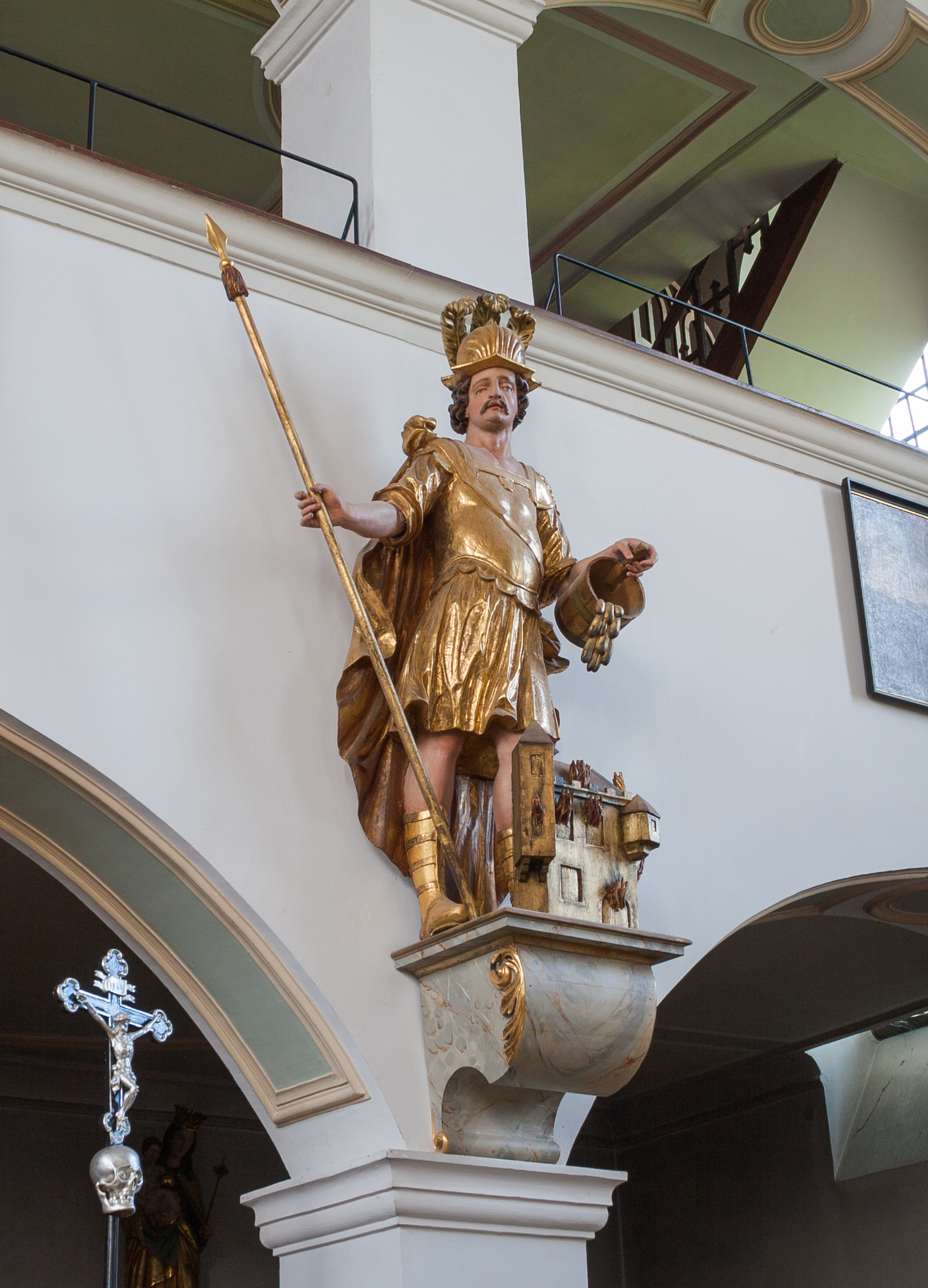
Statue des heiligen Florian von Georg Andreas Dietrich